# Carpomys phæurus
Espèce
Statut de conservation UICN

 LC  : Préoccupation mineure
Carpomys phæurus est une espèce de rongeur de la famille des Muridés.

## Répartition et habitat
Cette espèce est endémique au nord de l'île de Luzon aux Philippines. Elle vit dans la forêt de montagne. Elle est probablement arboricole et dépendante du milieu forestier.